# Daramesta
Daramesta is een bestuurslaag in het regentschap Sumenep van de provincie Oost-Java, Indonesië. Daramesta telt 2482 inwoners (volkstelling 2010).